# První vláda Ariela Šarona
První vláda Ariela Šarona, v pořadí dvacátá devátá izraelská vláda, byla vytvořena 7. března 2001 po únorové přímé volbě premiéra, v níž Šaron porazil dosavadního premiéra Ehuda Baraka. Šlo v pořadí o třetí a zároveň poslední přímou volbu premiéra, a zároveň jedinou, která se konala odděleně od parlamentních voleb. Navzdory Šaronovu výraznému vítězství neměla jeho strana většinu v parlamentu, kde rozložení sil odpovídalo výsledku parlamentních voleb z roku 1999.
Vznikla tak vláda národní jednoty, která sestávala ze stran Likud, Jeden Izrael (Strana práce, Mejmad, Gešer), Šas, Národní jednota-Jisra'el bejtenu, Strana středu, Jisra'el ba-alija, Sjednocený judaismus Tóry a Derech chadaša. V průběhu volebního období došlo k změně koaličního uskupení. Strana Šas vládu opustila 23. května 2002, avšak již 3. června se vrátila. Aliance Jeden Izrael z vlády odešla 2. listopadu téhož roku.
Šaronova vláda měla zpočátku 26 ministrů a 15 náměstků ministrů, a v té době šlo o největší vládu v dějinách Izraele. V průběhu volebního období počet ministrů ještě vzrostl až na 29. Vláda řádně fungovala až do 28. února 2003, kdy došlo k ustanovení nové vlády po lednových parlamentních volbách.

## Historie
Barakovou motivací k mimořádné přímé volbě premiéra bylo posílení jeho pozice v čele vlády. Chtěl se zároveň vyhnout střetu s někdejším premiérem Benjaminem Netanjahuem (ten v té době nebyl členem Knesetu a nemohl tak proti Barakovi kandidovat). Za stranu Likud se tak proti Barakovi měl postavit Ariel Šaron, nad nímž podle předvolebních průzkumů Barak vedl. Jeho kalkulace však byly chybné a v předčasných volbách ho Šaron výrazně porazil poměrem 62,4:37,6.

## Seznam členů vlády
Funkční období vlády trvalo od 7. března 2001 do 28. února 2003. V pořadí 29. izraelská vláda se skládala z následujících ministrů:
| portfej                                  | ministr/yně                                | strana                    |
| ---------------------------------------- | ------------------------------------------ | ------------------------- |
| předseda vlády                           | Ariel Šaron                                | Likud                     |
| místopředseda vlády                      | Šimon Peres (do 2. 11. 2002)               | Jeden Izrael              |
| místopředseda vlády                      | Silvan Šalom                               | Likud                     |
| místopředseda vlády                      | Natan Šaransky                             | Jisra'el ba-alija         |
| místopředseda vlády                      | Eli Jišaj                                  | Šas                       |
| ministr absorpce imigrantů               | Ariel Šaron                                | Likud                     |
| ministr bydlení a výstavby               | Natan Šaransky                             | Jisra'el ba-alija         |
| ministr dopravy                          | Efrajim Sne (do 2. 11. 2002)               | Jeden Izrael              |
| ministr dopravy                          | Cachi Hanegbi (od 15. 12. 2002)            | Likud                     |
| ministr financí                          | Silvan Šalom                               | Likud                     |
| ministr komunikací                       | Re'uven Rivlin                             | Likud                     |
| ministr náboženských služeb              | Ašer Ochana                                | nebyl členem Knesetu      |
| ministr národní infrastruktury           | Avigdor Lieberman (do 14. 3. 2002)         | Jisra'el bejtenu          |
| ministr národní infrastruktury           | Efrajim Ejtam (od 18. 9. 2002)             | nebyl členem Knesetu      |
| ministr obrany                           | Benjamin Ben Eliezer (do 2. 11. 2002)      | Jeden Izrael              |
| ministr obrany                           | Šaul Mofaz (od 4. 11 2002)                 | nebyl členem Knesetu      |
| ministr pro záležitosti Jeruzaléma       | Eli Suisa                                  | Šas                       |
| ministr regionálního rozvoje             | Cipi Livniová (do 29. 8. 2001)             | Likud                     |
| ministr regionálního rozvoje             | Roni Milo (od 29. 8. 2001)                 | Strana středu             |
| ministr práce a sociální péče            | Šlomo Benizri                              | Šas                       |
| ministryně průmyslu a obchodu            | Dalia Icik (do 2. 11. 2002)                | Jeden Izrael              |
| ministryně průmyslu a obchodu            | Ariel Šaron (od 2. 11. 2002)               | Likud                     |
| ministr pro sociální koordinaci          | Šmu'el Avital                              | nebyl členem Knesetu      |
| ministr spravedlnosti                    | Me'ir Šítrit                               | Likud                     |
| ministryně školství                      | Limor Livnat                               | Likud                     |
| ministr turismu                          | Rechav'am Ze'evi (do 17. 10. 2001)         | Národní jednota           |
| ministr turismu                          | Binjamin Elon (31. 10. 2001 – 14. 3. 2002) | Národní jednota           |
| ministr turismu                          | Jicchak Levy (od 18. 9. 2002)              | nebyl členem Knesetu      |
| ministr vědy, kultury a sportu           | Matan Vilnaj                               | nebyl členem Knesetu      |
| ministr vnitra                           | Eli Jišaj                                  | Šas                       |
| ministr vnitřní bezpečnosti              | Uzi Landau                                 | Likud                     |
| ministr zahraničních věcí                | Šimon Peres (do 2. 11. 2002)               | Jeden Izrael              |
| ministr zahraničních věcí                | Benjamin Netanjahu (od 6. 11 2002)         | nebyl členem Knesetu      |
| ministr zdravotnictví                    | Nisim Dahan                                | Šas                       |
| ministr zemědělství                      | Šalom Simchon (do 2. 11. 2002)             | Jeden Izrael              |
| ministr zemědělství                      | Cipi Livniová (od 17. 12. 2002)            | Likud                     |
| ministr životního prostředí              | Cachi Hanegbi                              | Likud                     |
| ministr bez portfeje                     | Ra'anan Kohen (do 18. 8. 2002)             | Jeden Izrael              |
| ministr bez portfeje                     | Efrajim Ejtam (8. 4. – 18. 9. 2002)        | nebyl členem Knesetu      |
| ministr bez portfeje                     | David Levy (8. 4. – 30. 7. 2002)           | Jeden Izrael              |
| ministr bez portfeje                     | Jicchak Levy (8. 4. – 18. 9. 2002)         | nebyl členem Knesetu      |
| ministr bez portfeje                     | Cipi Livniová (29. 8. 2001 – 17. 12. 2002) | Likud                     |
| ministr bez portfeje                     | Dan Meridor (od 29. 8. 2001)               | Strana středu             |
| ministr bez portfeje                     | Dan Nave                                   | Likud                     |
| ministr bez portfeje                     | Sálih Taríf (do 29. 1. 2002)               | Jeden Izrael              |
| náměstek při úřadu předsedy vlády        | Juri Štern (do 14. 3. 2002)                | Jisra'el bejtenu          |
| náměstek ministra obrany                 | Dalia Rabinová-Pelosofová (do 1. 8. 2002)  | Derech chadaša            |
| náměstek ministra obrany                 | Weizman Širy (12. 8. – 2. 11. 2002)        | Jeden Izrael              |
| náměstek ministryně školství             | Mešulam Nahari                             | Šas                       |
| náměstek ministryně školství             | Avraham Ravic (od 16. 4. 2001)             | Sjednocený judaismus Tóry |
| náměstek ministra financí                | Jicchak Kohen (od 2. 5. 2001)1             | Šas                       |
| náměstek ministra zahraničních věcí      | Micha'el Melchi'or (do 2. 11. 2002)        | Jeden Izrael              |
| náměstek ministra bydlení a výstavby     | Me'ir Poruš (od 4. 6. 2001)                | Sjednocený judaismus Tóry |
| náměstek ministra pro absorpci imigrantů | Juli-Joel Edelstein                        | Jisra'el ba-alija         |
| náměstek ministra průmyslu a obchodu     | Eli Ben Menachem (do 2. 11. 2002)          | Jeden Izrael              |
| náměstek ministra vnitra                 | David Azulaj (od 2. 3. 2001)               | Šas                       |
| náměstek ministra vnitřní bezpečnosti    | Gideon Ezra                                | Likud                     |
| náměstek ministra práce a sociální péče  | Jicchak Vaknin (od 2. 5. 2001)             | Šas                       |
| náměstek ministra národní infrastruktury | Na'omi Blumenthal (do 1. 1. 2003)          | Likud                     |
| náměstek ministra dopravy                | Avraham Jechezk'el (do 2. 11. 2002)        | Jeden Izrael              |
| náměstek ministra dopravy                | Sofa Landver (12. 8. – 2. 11. 2002)        | Jeden Izrael              |